# Centenarius
Der Centenarius war ein Rang- oder Amtstitel der Spätantike und des Frühmittelalters.
In der römischen Kaiserzeit zeigte der Rangtitel Centenarius seit etwa Hadrian ein Gehalt von 100 000 Sesterzen an. Dies galt etwa für manche kaiserlichen Beamten wie Prokuratoren und angehörige des Consilium, des kaiserlichen Kronrats. Die Bezeichnung findet sich bis ins 5. Jahrhundert n. Chr.
Unter den Germanen war der Centenarius dann ein Richter, etwa in der in lateinischer Sprache verfassten germanischen Lex Salica (6. Jahrhundert). Sein Gerichtsbezirk war die Centena. Die frühere Annahme, es handele sich dabei um eine altgermanische Einrichtung, wurde 1949 von H. Dannenberger widerlegt. Auch ein Fortleben des Begriffs in den mittelrheinischen, hessischen und ostfränkischen Zenten (vgl. Zentherr, Zentgericht) ist umstritten.